# Trani
Trani város (közigazgatásilag comune) Olaszország Puglia régiójában, Barletta-Andria-Trani megyében, az Adriai-tenger partján.
Az ókori Turenum a 9. században indult gyors fejlődésnek, miután a szomszédos Canosa feldúlását követően megszilárdult a helyi püspök hatalma.
A 11. században élte virágkorát. A kelettel való gyümölcsöző kereskedelmi kapcsolatainak és egyre jelentősebb egyházi szerepének köszönhetően a század végén elkezdték katedrálisának építését, amely az apuliai romanika egyik kiemelkedő alkotása. A városbeli építkezésekhez főleg a környékén kitermelt márványszerű mészkövet, az úgynevezett trani márványt használták, ennek köszönhetően alakult ki a történelmi központ egységes, fehér városképe. Itt élt Dél-Itália egyik legnagyobb zsidó közössége.
A város hanyatlása az Anjou hatalomátvétellel kezdődött. A gazdasági téren megrendült város megpróbált a jog terén előnyre szert tenni. 1586-ban, a városba telepítették a Sacra Regia Udienzát, amely a király nevében a végrehajtói feladatokat látta el a vidéken. Ennek köszönhetően Trani lett a Terra di Bari adminisztratív központja, funkció amit közel kétszáz évig meg is tartott. Napjainkban Puglia egyik legjelentősebb idegenforgalmi célpontja.

## Fekvése
Az Adriai-tenger partján fekszik, Baritól északnyugatra, Bisceglie és Barletta között. A szárazföld belseje felé Andria és Corato határolják. Az óváros egy félszigeten fekszik. Ettől délre, egy természetes öbölben alakult ki a kikötője. Az öböl egy mára már kiszáradt folyó torkolatából alakult ki. A város területe enyhén a tengerpart felé lejt. Legmagasabb pontja 226 méter, átlagos magassága 7 méter.

## Geológiája
Geomorfológiai szempontból tekintve Trani területe átmenetet képez Bari tengerparti síksága (ami itt már jelentősen leszűkül) és a Murgia dombos vidéke között. A pugliai tengerpartot a pleisztocénben és a holocénben lerakódott tengeri üledékrétegek alkotják, míg a Murgiát a krétában keletkezett, majd később, az Appenninek orogenezise során kiemelkedett mészkő- és dolomitrétegek.

### A trani márvány
A város környékének kőfejtőiből származik az úgynevezett trani márvány, amely tulajdonképpen könnyen megmunkálható dolomit. Fényes felületének köszönhetően kiváló építő- és díszítőanyag. Az úgynevezett apricenai márványhoz hasonlít leginkább, ellenálló, tömör és elefántcsont fehér, sárgás-vörös erezettel. A mintázat és színezet alapján több típusa ismert (biancone, bronzetto, filettato, fiorito). A középkor óta használják építőanyagként és az avorio nevű változatát, amelynek minősége más olasz építőanyagéval vetekszik, más olasz városokba is szállítják. Trani és a környező települések jelentősebb épületeinek meghatározó anyaga.

## Éghajlata
A városnak jellegzetes mediterrán éghajlata van, hosszú és meleg nyarakkal, valamint enyhe telekkel, kevés csapadékkal. A város mikroklímáját befolyásolják az Adriai-tenger felől érkező szelek is. A Köppen-féle éghajlatosztályozási rendszerben a C osztályba tartozik.
| Hónap                              | Jan. | Feb. | Már. | Ápr. | Máj. | Jún. | Júl. | Aug. | Szep. | Okt. | Nov. | Dec. | Év   |
| ---------------------------------- | ---- | ---- | ---- | ---- | ---- | ---- | ---- | ---- | ----- | ---- | ---- | ---- | ---- |
| Átlagos max. hőmérséklet (°C)      | 12,0 | 13,0 | 15,0 | 18,0 | 22,0 | 26,0 | 28,0 | 28,0 | 25,0  | 21,0 | 17,0 | 14,0 | 20,0 |
| Átlagos min. hőmérséklet (°C)      | 5,0  | 5,0  | 7,0  | 9,0  | 13,0 | 17,0 | 19,0 | 19,0 | 17,0  | 13,0 | 9,0  | 6,0  | 11,6 |
| Átl. csapadékmennyiség (mm)        | 51   | 57   | 52   | 47   | 37   | 32   | 27   | 39   | 62    | 65   | 54   | 63   | 586  |
| Forrás: Trani meteorológiai adatai |      |      |      |      |      |      |      |      |       |      |      |      |      |

## Története

### A város alapítása
A város nevének eredetét bizonytalanság övezi. Valószínűleg a latin Tirenumból vagy Turenumból származik. A legendák szerint a görög hős, Diomédesz fia, Türrénosz (Τυρρηνός; latinul Tirrenus) alapította (neki tulajdonítják Arpi alapítását is), majd később Traianus római császár építtette újjá, aminek bizonyítéka az egyik városkapura vésett epigramma: Tirrenus fecit, Traianus me reparavit - Ergo mihi Tranum nomen uterque dedit, azaz Tirrenus alapított, Traianus felújíttatott/kijavíttatott – tehát mindkettő a Tranum nevet hagyta rám. A régészeti kutatások szerint a város területét már az újkőkorszakban lakták, az első tulajdonképpeni településnyomok pedig a bronz- és vaskorból (i. e. 15-11. század) származnak. A kutatók szerint mind a természetes kikötő, a termékeny mezőgazdasági hátország valamint a kedvező klíma hozzájárultak a város területének benépesüléséhez.
A stratégiai helyen kiépült város neve (Turenum) először a Tabula Peutingerianán jelenik meg viszont nem szerepel a 217-ből származó Itinerarium Provinciarum Antonini Augustin. A trani történész, Arcangelo Prologo véleménye szerint a várost az i. e. 3 században alapították Trana vagy Tranae néven, ami halászatra és kikötőként használt természetes medencét jelölt a korabeli latin nyelvben. A rómaiak idejéből számos régészeti lelet maradt fenn: egy patakot elzáró gát, egy Constans császár idejéből (4. század) származó márványoszlop, egy őskeresztény kripta maradványai a katedrális alatt, egy 3. századi síremlék, valamint egy császárkorból származó oroszlánt ábrázoló szobor.
A Nyugatrómai Birodalom bukása után (476) Bizánc fennhatósága alá került. A 7-9. század közötti időszakból is maradtak fenn régészeti emlékek, amelyek alapján tudni, hogy az Apuliát folyamatosan fosztogató szaracénok Tranit sem kímélték. A legrégebbi írásos emlékek a város történetét illetően a 9. századból származnak. A város ekkor a longobárdok fennhatósága alatt volt, majd ismét a bizánciak hódították meg 881-ben és kezükben tartották egészen a normannok érkezéséig.
1009-ben Melus (Meles Barensis) vezetésével vallási és főként gazdasági okok miatt felkelés tört ki Bariban a bizánci hatalom ellen, amely átterjedt Trani területére is. A felkelőket a normannok segítették, akik fokozatosan terjesztették ki hatalmukat a vidékre. Ezt látva azonban Melus fia, Argürosz átállt a bizánciak oldalára, és a Pápai Állammal szövetkezve megpróbált fellépni a normannok ellen. A pápai seregek a civitatei csatában azonban alulmaradtak, így a normannoknak sikerült hatalmukat megszilárdítani Dél-Itáliában. A város lakossága 1018-ban is fellázadt, majd 1042-ben ismét.

### A város aranykora
A bizánciak jelentősen hozzájárultak a város fejlődéséhez és tengeri kereskedelem kibontakozásához. Miután a szaracénok 813-ban felégették Canosát, Trani püspöksége vette át a vezető szerepet a vidék vallási és politikai életében. A 11. század elején Trani püspöke hatalmas területeket birtokolt. A kelettel való gyümölcsöző kereskedelmi kapcsolatainak és egyre jelentősebb egyházi szerepének köszönhetően a század végén elkezdték katedrálisának építését. A bizánciakat követő normannok is támogatták a tengeri kereskedelmet és annak megerősítése érdekében kiváltságokat adományoztak a városnak. A keresztes hadjáratok különösképpen segítették a város gazdasági megerősítését, hiszen a Szentföldre hajókat indító apuliai kikötők felé vezető út egyik fontos állomása lett.
Ugyancsak a 11. század végéről származik az úgynevezett Ordinamente et consuetudo maris nevű törvénykönyv, amely tengeri kereskedelmet szabályozta. A kutatók bizonytalanok ezen törvénykönyv keletkezésének pontos időpontjáról, hiszen az évszázadok során többször is átírták. A fennmaradt változat a 16. századból származik és valószínűleg egy 14. századinak a másolata. A 11. század elején a virágzó tengeri kereskedelemnek köszönhetően tehetős amalfi, ravellói, velencei és genovai családok telepedtek meg a városban és alakították ki saját negyedeiket. Ezek közül a velencei volt a legjelentősebb, aminek bizonyítéka, hogy 1231-től a tengeri köztársaság consult állomásoztatott Traniban. Firenzéből is érkeztek kereskedők, hogy megerősítsék kapcsolataikat az Adriai-tengerpart városaival.
A normannokat a Stauf-ház királyai követték. II. Frigyes uralkodása alatt megerősítették a védműveit, 1233-ban pedig egy várat is építettek. A város Manfréd király kedvenc tartózkodási helye volt, itt vette el Angelina Ilonát, második feleségét 1259-ben. A város ekkor élte aranykorát, az Adriai-tenger egyik jelentős kikötője volt. Itt élt Dél-Itália egyik legnagyobb zsidó közössége. A Giudeccának nevezett negyedben négy zsinagógát tartottak fenn: a nagy zsinagógát később katolikus templommá alakították át (Santa Anna), napjainkban múzeum, míg a Scola Nova nevűt ötszáz esztendő keresztény birtoklás után ismét megnyitották.

### A város hanyatlása
Az Anjou uralom kezdetével a Nápolyi Királyságban megindult a város hanyatlása, ami hosszú ideig, a Barcelonai-ház uralkodásának idején is tartott. A nagyszámú zsidó közösség miatt a királyságban egy szállóige terjedt el: Fugite Tranenses, ex sanguine Judae discendentes, azaz fussatok a traniak elől, mert zsidó vérből származnak. A folyamatos üldöztetések miatt a zsidó közösség szétszóródott. A város 1496–1509 között valamint 1528-ban Velence fennhatósága alatt volt.
A gazdaságilag megrendült város megpróbált a jogi téren előnyre szert tenni, ugyanis a király parancsára 1586-ban, a városba telepítették a Sacra Regia Udienzát, amely a király nevében a törvény végrehajtási feladatokat látta el a vidéken. Ennek köszönhetően Trani lett a Terra di Bari adminisztratív központja, funkció amit közel kétszáz évig meg is tartott. Ebben az időszakban számos tehetős család választotta lakhelyéül, pompás paloták és könyvtárak épültek, és fellendült a kulturális élet is. A 17. században megalapították az Accademia dei Pellegrinit, amelynek elévülhetetlen szerepe volt a város irodalmi és színházi életének felvirágoztatásában. 1622-ben Lorenzo Valerii megalapította Trani első nyomdáját. 1792-ben pedig megnyitotta kapuit a város színháza is.
A francia forradalom szele elérte a Nápolyi Királyságot is. 1799-ben kikiáltották a tiszavirág életű Parthenopéi Köztársaságot, amelyhez Trani is csatlakozott. A köztársaságnak végül a francia csapatok vetettek véget, akik elűzték Nápolyból a Bourbon királyt, helyére pedig Napóleon testvérét, Bonaparte Józsefet ültették. A trani felkelőket a Broussier tábornok vezette francia csapatok verték le.

### A modern város
Bonaparte József akaratából Traniból Bariba helyezték át az azonos nevű provincia székhelyét, ami a város hanyatlásához vezetett. A kulturális élet viszont továbbra is virágzott. Valdemaro Vecchi kutatásainak köszönhetően ismét nagy érdeklődés övezte az egykori hagyományokat. 1817-ben a városba helyezték a Terra d’Otranto és a Terra di Bari legfelsőbb bíróságának hivatalait, amelyből 1861-ben Puglia fellebbviteli bírósága lett és amelyet 1923-ban Bariba helyeztek át. A város továbbra is fontos szerepet tölt be a régióban, számos állami hivatal székel benne.
A második világháború szele sem kerülte el. 1943. április 27-én, húsvét hétfőjén szövetséges (amerikai és brit) repülők bombázták a várost, amelynek során leégett többek között a város színháza és harmincöten meghaltak, valamint huszonhaton megsebesültek. A helyiek ezt az esemény véres húsvétként emlegetik.
1952-ben Trani lett az első pugliai város, ahol idegenforgalmi irodát nyitottak a turisztikai potenciál kiaknázására. Kikötője jelentős forgalmat bonyolít le, de sporteseményeknek (vitorlázás) is helyszíne.
2009-től Barlettával és Andriával megosztva egy új megye központja.

## Népessége
A város lakossága 2009. január 1-jén 53 825 fő volt, ebből 26 425 férfi és 27 400 nő.
A lakosság kor szerinti megoszlása:
- 0–14 év között: 8797 fő (ebből 4498 férfi, 4299 nő),
- 15–64 év között: 36 992 fő (ebből 18 425 férfi, 18 567 nő),
- 65 év felett: 8036 fő (ebből 3502 férfi, 4534 nő).

A népesség számának alakulása:
2007. december 31-én a városban 1008 bevándorlót tartottak számon. A legtöbben a következő országokból érkeztek:
| - Albánia: 439 fő | - Marokkó: 136 fő | - Románia: 52 fő |

### Vallási élet
Trani lakosságának túlnyomó része római katolikus keresztény. A Trani-Barletta-Bisceglie(-Názáret) Érsekség (Archidioecesis Tranensis-Barolensis-Vigiliensis (-Nazarensis)) a Bari-bitontói Főegyházmegyének van alárendelve. A Trani Egyházmegyét (Dioecesis Tranensis) valószínűleg a 6. században alapították. A 11. században érsekségi rangra emelték (Archidioecesis Tranensis). 1818-ban egyesítették Trani és Bisceglie érsekségeit (Archidioecesis Tranensis et Vigiliensis). 1828-ban XII. Leó pápa a názáreti érseki címet Trani érsekére ruházta át (Archidioecesis Tranensis et Nazarensis et Vigiliensis). 1860-ban a barlettai érsekséget is hozzácsatolták (Archidioecesis Tranensis et Barolensis (et Nazarensis et Vigiliensis), majd 1980-ban az érsekséget a Bari-bitontói mitropolitának rendelte alá II. János Pál pápa. 1986-ban felvette mai nevét. A püspök a trani katedrálisban (San Nicola Pellegrino) székel. Barlettában és Biscegliében társkatedrálisok vannak (Santa Maria Maggiore illetve San Pietro Apostolo). Az érsekséghez 61 plébánia tartozik. Az egyházmegye területére eső összlakosság 95,6%-a római katolikus (2004-es adat). Trani védőszentje Peregrinus Szent Miklós, ünnepét június 2-án tartják.

## Városkép

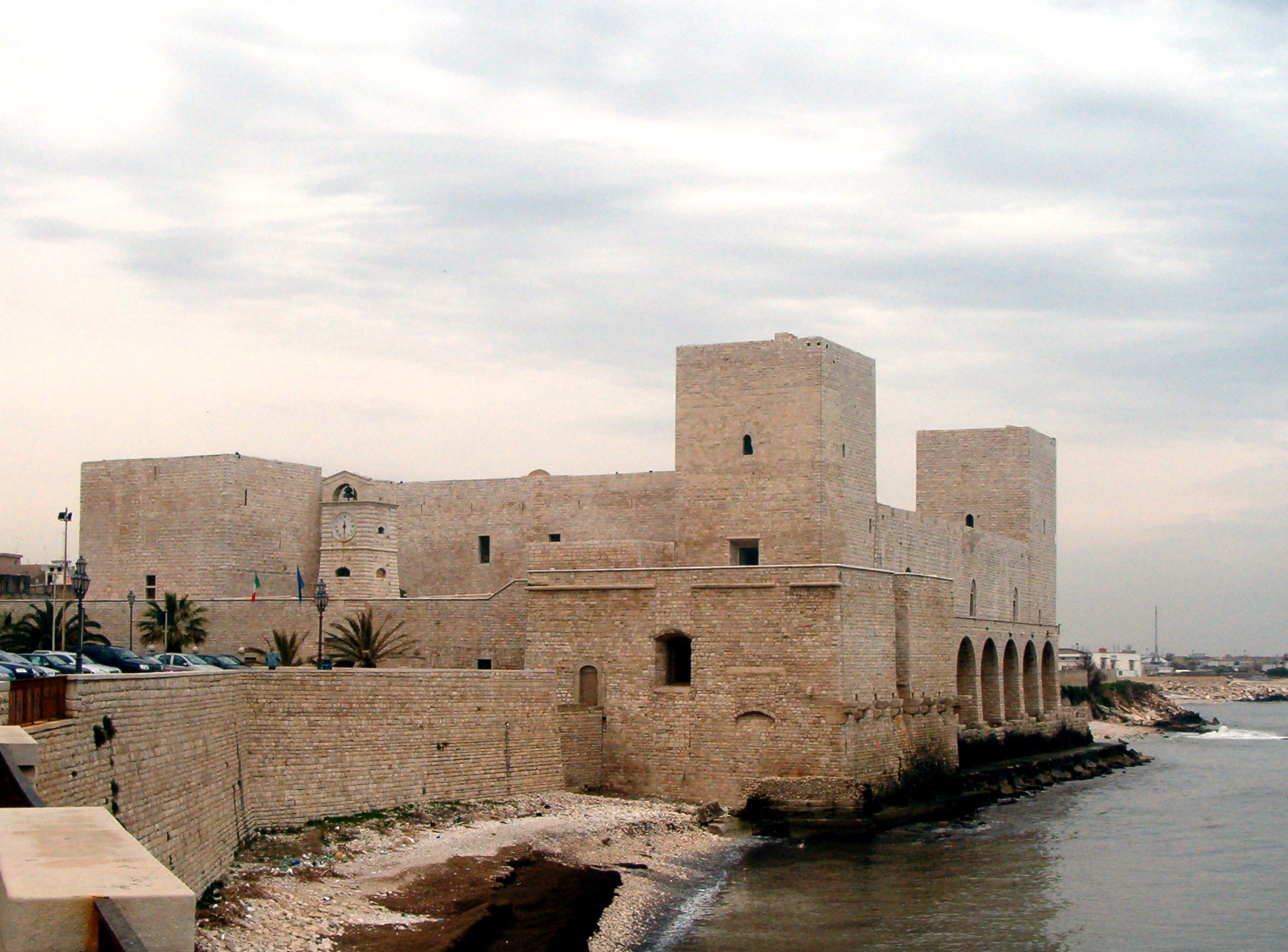
Trani vára

A régészek által feltárt leletek tanúsága szerint Trani őskori és ókori központja a mai történelmi központtól keletre helyezkedett el. A lakosság védelmi okok miatt húzódott nyugatra, a mai óváros által elfoglalt félszigetre. A 9. században, a sorozatos szaracén támadások miatt falakkal vették körbe. E védművekből mindössze a keleti kapu, az úgynevezett Porta Aurea vagy Porta Antica maradt fenn a Via del Cambio és Via la Giudeca között húzódó kis sikátorban. Ezen kívül még három kapuja volt. A Porta Vassalla a tenger felé vezetett, a falakon kívüli, tengerparti negyedekbe, a katedrális mögött állt. A Porta Nova az Andria felé vezető út mentén, a mai Mazzini téren állt. A Porta Barletta, mint azt neve is mutatja a barlettai út mentén, a város nyugati oldalán állt. A falak vonalvezetéséről csak sejtések vannak, nem tudni, hogy a katedrális a falakon belül vagy azokon kívül épült meg. Korabeli dokumentumokból ismert, hogy több templom is a falakon kívül épült meg (Santa Lucia, Sant’Agnese stb.) így a katedrális helyzete is kérdéses. A város fő utcája a mai Via Beltrani volt.
A 11. században a város keleti irányban terjeszkedett tovább, a kikötő körül. A falakon kívül megépültek a Santa Maria di Colonna és San Francesco kolostorok. A fő terjeszkedési útvonal a mai Via Ognissanti volt. A 13. században falakat építettek az újabb városrészek köré és megépült a város nyugati részén az úgynevezett normann-Stauf vár is. A 14. században építették meg a Porta Andriát. Az Anjouk uralkodása idején terjedt el a kőépületek építésének a divatja és a trani márvány használata az építkezéseken. Ebben az időszakban jelentősen megváltozott az utcaszerkezet is. A 14. és 15. századokban rendezték a katedrális körülötti városrészt, hogy minél inkább kiemeljék annak jelentőségét.
A 18. században láttak hozzá a kikötő keleti oldalának kiépítéséhez (Borgo) a gyorsan felemelkedő polgárság számára. A tudatos városépítés bizonyítéka a négyzetrácsos utcaszerkezet. A falakon kívül tágas paloták épültek és a városi élet központja hamarosan áttelepedett ide a romos, düledező óvárosból. A 19. század végén a vasútállomás építésével a város déli irányban terjeszkedett tovább.

### A 9-12. századi városrész

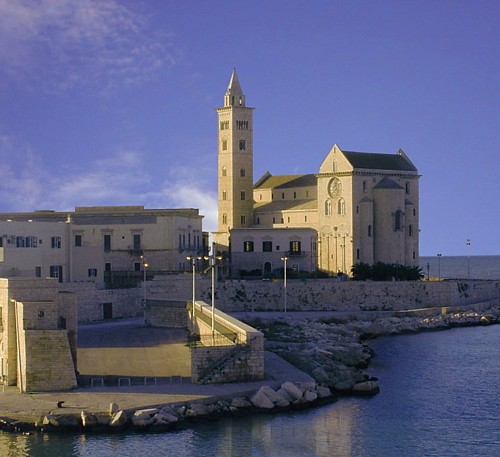
Trani székesegyháza

A város legrégebbi részének központja a katedrális körüli tér, valamint az ide befutó Via Beltrani. Északnyugaton a Via Pedro Alvarez határolja, délnyugaton a Piazza Mazzini, délkeleten a Via Cambio, keleten pedig a kikötő.
Nevezetes épületei:
- San Nicola Pellegrino-székesegyház
- San Martino-templom
- San Giovanni Lionelli-templom
- San Lorenzo-templom
- San Giacomo-templom
- Santa Lucia-templom
- Santa Teresa-templom
- Ognissanti-templom (a templomosok temploma)
- Castello Normanno-Svevo
- Érseki palota
- Palazzo del Seminario
- Palazzo Caccetta
- Palazzo Candido – a 17. században építette Domenico Lanza, a névadó család megbízásából. 1834 óta városi hivataloknak ad otthont.[25]
- Palazzo Carcano – 18. századi nemesi palota.[26]
- Palazzo Cerdani – az épület a 17. század elején épült. Kezdetben a San Giovanni Lionelli-kolostor tulajdona volt, majd a Lepore Campitelli család szerezte meg.[26]
- Palazzo Beltrani
- Palazzo Filisio
- Palazzo Gadaleta
- Palazzo Lambert
- Palazzo Petagna-Vischi – a 17. században építette Partenio Petagna. A későbbiekben a Vischi, majd a Carcano és Lepore családok birtokolták. 1811-ben a város vásárolta meg és itt rendezték be a bírósági nyilvántartó irodákat.[26]
- Palazzo Torres – a névadó spanyol család által, a 16. században építtetett palotában székelt 1861 és 1923 között az apuliai fellebbviteli bíróság.[27]
- Palazzo Valenzano

#### A zsidó negyed

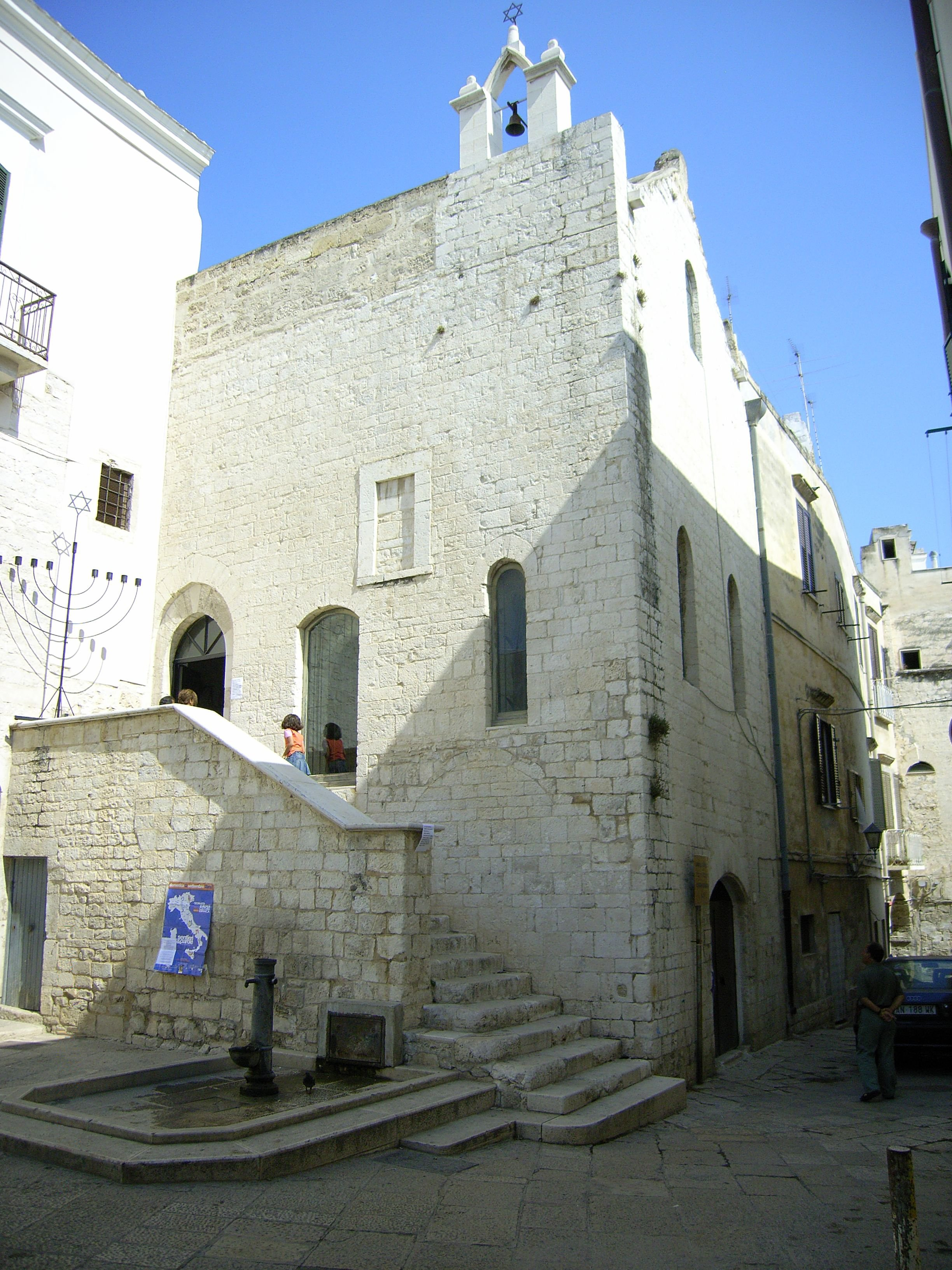
Trani zsinagógája

A trani zsidó negyed a Via La Giudea, a Via Leopardi, a Via Scola Nuova, a Via Sinagoga és a Via Rodunto körül alakult ki. A városban már a kasztíliai kiűzésük előtt telepedtek le zsidó családok. Beniamino Tudela feljegyzései szerint 1168-ban kétszáz zsidó család élt a városban a Porta Antica körüli utcákban, köszönhetően a II. Frigyes által kiadott türelmi rendeleteknek. A 13. század elejére már négy zsinagóga működött a városban. A helyi közösség egy sajátos rituáléja volt egy engesztelő körmenet, annak emlékére, hogy a 13. században egy zsidó asszony szentségtörést követett el azáltal, hogy megszentelt ostyát sütött ki olajban. A szentségtörés jelzéseként az ostyából ömleni kezdett a vér, amiből egy üvegcsét ma is ereklyeként tisztelnek a Sant’Andrea-templomban. A zsidó negyed nevezetes épületei:
- Santa Maria Nova-templom
- Sant’Anna-templom
- San Donato-templom
- San Nicola Piccinino-templom
- Palazzo Bianchi
- Palazzo Filangeri
- Palazzo Gattola Mondelli
- Palazzo Lopez

### A 12-18. századi városrész

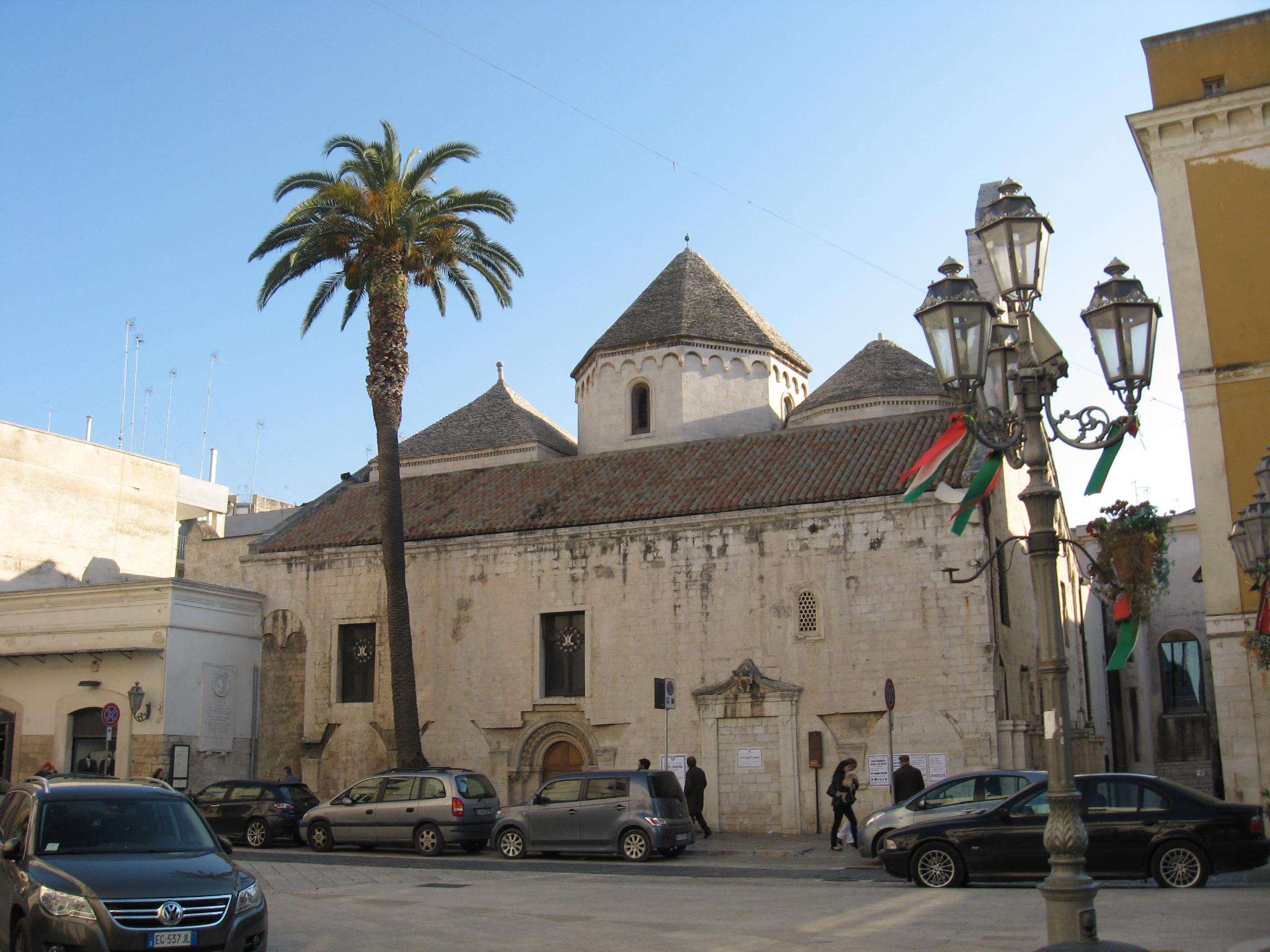
San Francesco-templom

A 12. századtól kezdődően a város kelet felé terjeszkedett a kikötő mentén. Az óvároshoz képest tágasabb utcák és terek jellemzik. A mai Piazza Marconi helyén állt az egykori vásártér, a platea rerum venialium. Két fő utcája volt, a mai Via Ognissanti és a Via Pagano. Nevezetes épületei:
- Sant’Antonio-templom
- Sant’Andrea-templom
- San Francesco-templom
- Santa Chiara-templom
- San Toma-templom
- Palazzo De Angelis
- Palazzo De Angelis-Ventricelli
- Palazzo Forges Davanzati
- Palazzo Sarlo

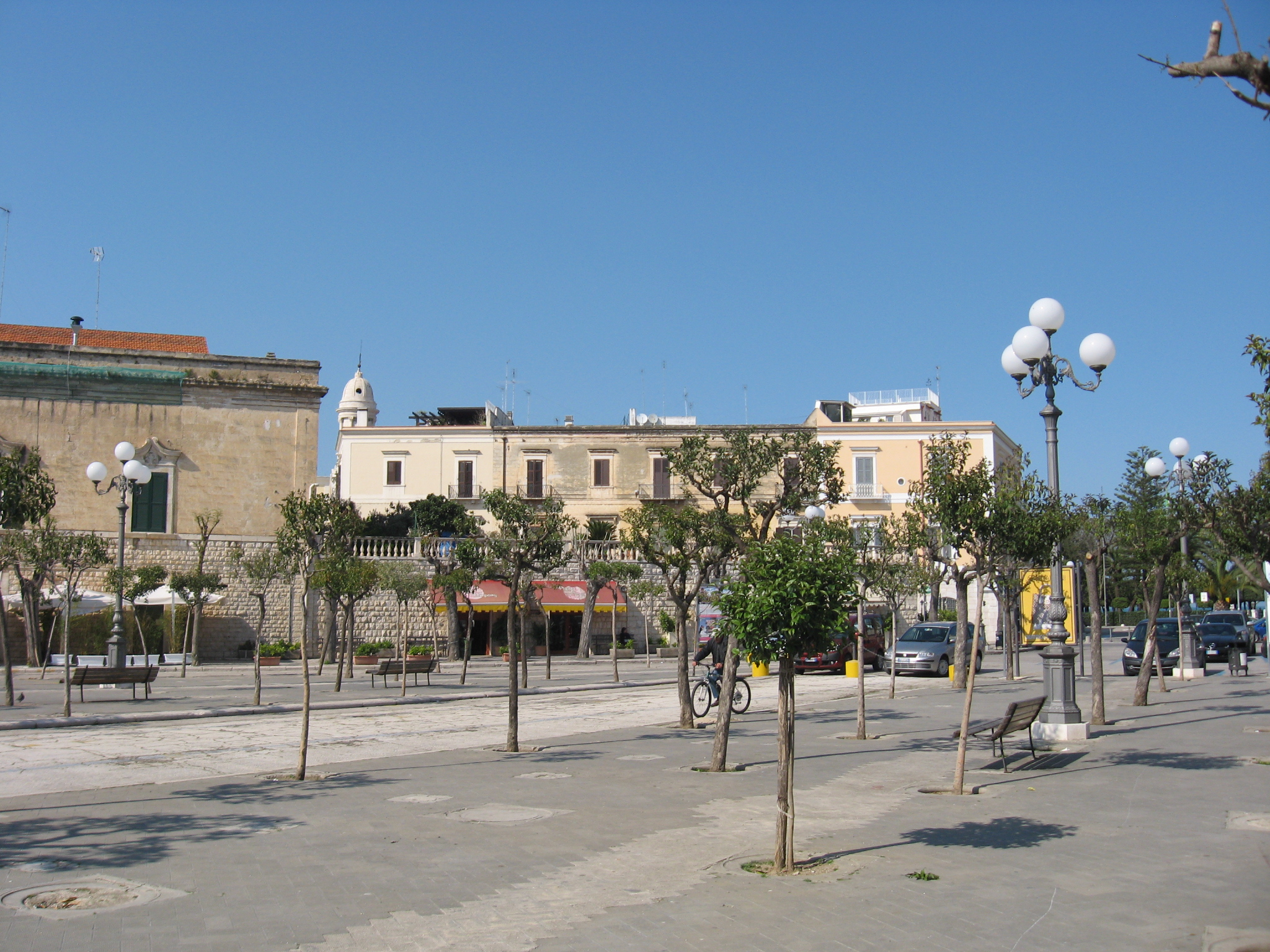
A Piazza Plebiscito

A 18. század második felében népesült be a kikötő keleti partja, amelynek központjai a Piazza Quercia és a Piazza Plebiscito. A tudatos várotervezés jele a négyzethálós utcaszerkezet. A negyed északi részén terül el a városi park (Villa Communale) Nevezetes épületei:
- San Domenico-templom
- Sant’Antonio Abate-templom
- Madonna del Carmine-templom
- San Rocco-templom
- Sant’Antonio-erőd
- Palazzo Antonacci-Telesio
- Palazzo Di Gennaro-Soria
- Palazzo Palumbo-Quercia

### A 19. századi városrész

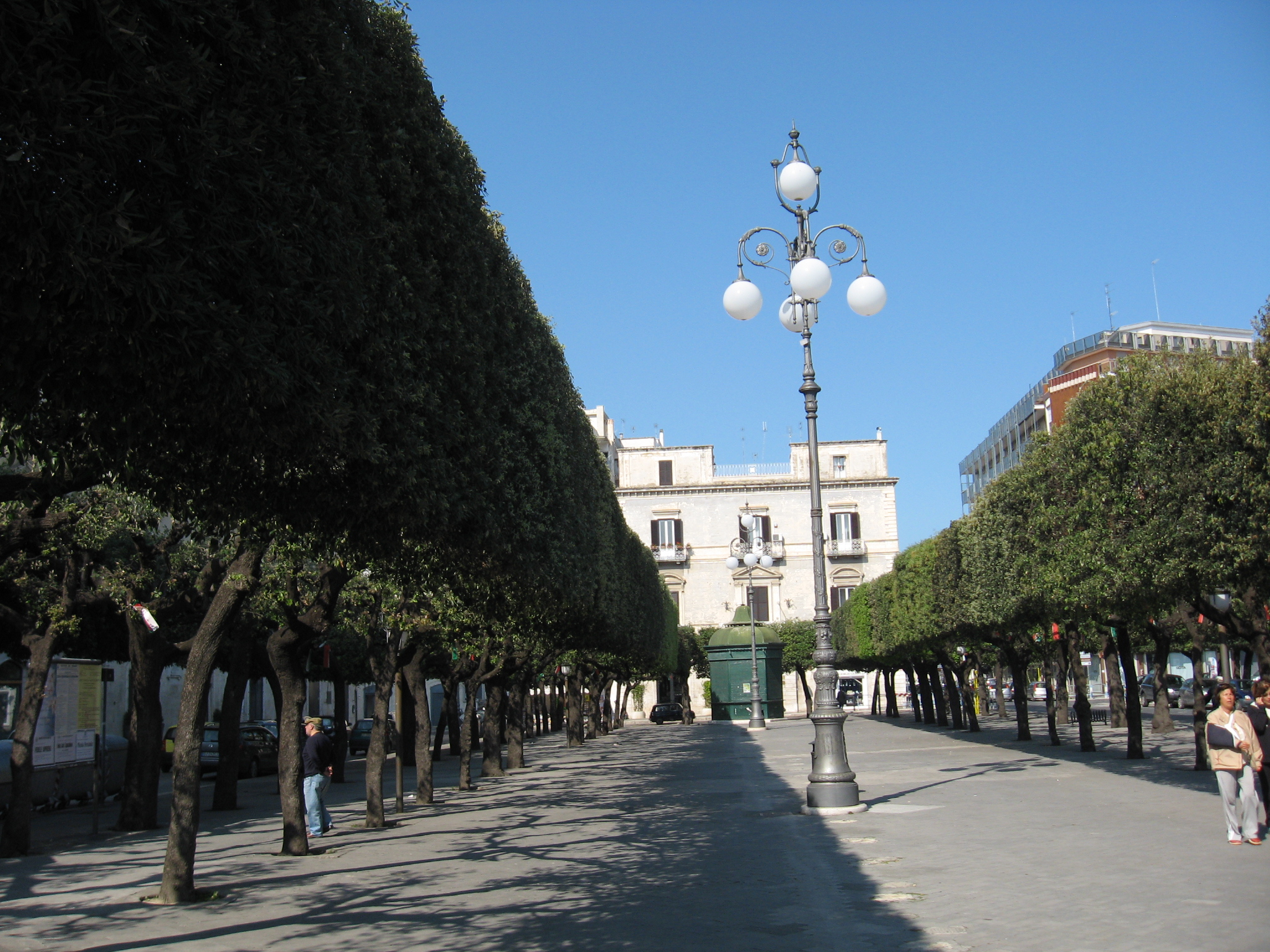
A Piazza della Republica

A 19. században a város dél felé terjeszkedett, ezt a részt Borgónak nevezték el. Fejlődésében fontos szerepet játszott a város déli részén megépült vasútállomás. Központja a Piazza della Republica, fő utcája pedig a Via Cavour, amelyi összeköti a vasútállomást a 18. századi városrész északi végében található városi parkkal. Nevezetes épületei:
- Palazzo Barbera
- Palazzo Bianchi
- Palazzo Campione
- Palazzo De Gemmis
- Palazzo Discanno
- Palazzo Di Lillo
- Palazzo Di Meo
- Palazzo Elifani
- Palazzo Fabiano
- Palazzo Maioni
- Palazzo Pugliese
- Palazzo Savoia

### A város környékének látnivalói
A város határában is számos látnivaló található:
- Santa Maria di Colonna-apátság
- Casale di Giano
- Santa Geffa-barlangtemplom

## Kultúrája

### Oktatás
A városban tíz iskola, nyolc gimnázium, három műszaki középiskola és két szakiskola működik. A városban kihelyezett tagozatokat működtet a casamassimai LUM Jean Monnet magánegyetem. 2000 és 2007 között a bari Niccolo Piccini Zenekonzervatórium is működtetett egy tagozatot Traniban. A Giovanni Bovio könyvtárat 1870-ben alapították.

### Múzeumok

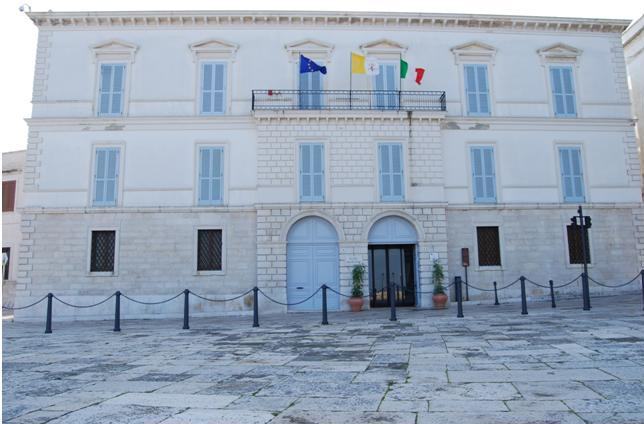
Az Egyházmegyei Gyűjtemény épülete

A városban mindössze egy múzeum működik, az 1975-ben alapított Egyházmegyei Gyűjtemény ( Museo dell'Arcidiocesi di Trani-Barletta-Bisceglie-Nazareth). A múzeum a katedrális szomszédságában álló Palazzo Lodispotóban székel. A kiállított tárgyak között vallási kegytárgyak láthatók, valamint a katedrális restaurálása során feltárt, különböző korszakokból származó régészeti leletek. Külön részleg foglalkozik 17-18. századi fából készült, festett ereklyetartókkal. A képzőművészeti részleg elsősorban a város különböző templomaiból összegyűjtött festményekből áll. 2009-ben nyitotta meg kapuit a múzeum zsidó részlege is az egykori zsinagógában, a mai Sant’Anna-templomban. A gyűjtemény a trani zsidó közösség életét mutatja be korabeli dokumentumok és tárgyak révén.

### Színház
A város színházi életét a Teatro Trani művészeti egyesület szervezi. Mivel a városnak nincs külön színháza, az előadásokat különböző helyszíneken tartják, mint például a város két mozijában a Teatro Imperóban és a Teatro Supercinemában. A Santa Maria di Colonna-apátságban minden év augusztusában többnapos színházi fesztivált rendeznek Trani di Scena címmel.

### Helyi média
Traniban, a régió székhelyének, Barinak közelsége miatt nincsenek helyi lapok, sem helyi televízió adók. Két helyi rádióadó működik a városban a Radio Bomba valamint a Radio Canale 63.

### Hagyományok

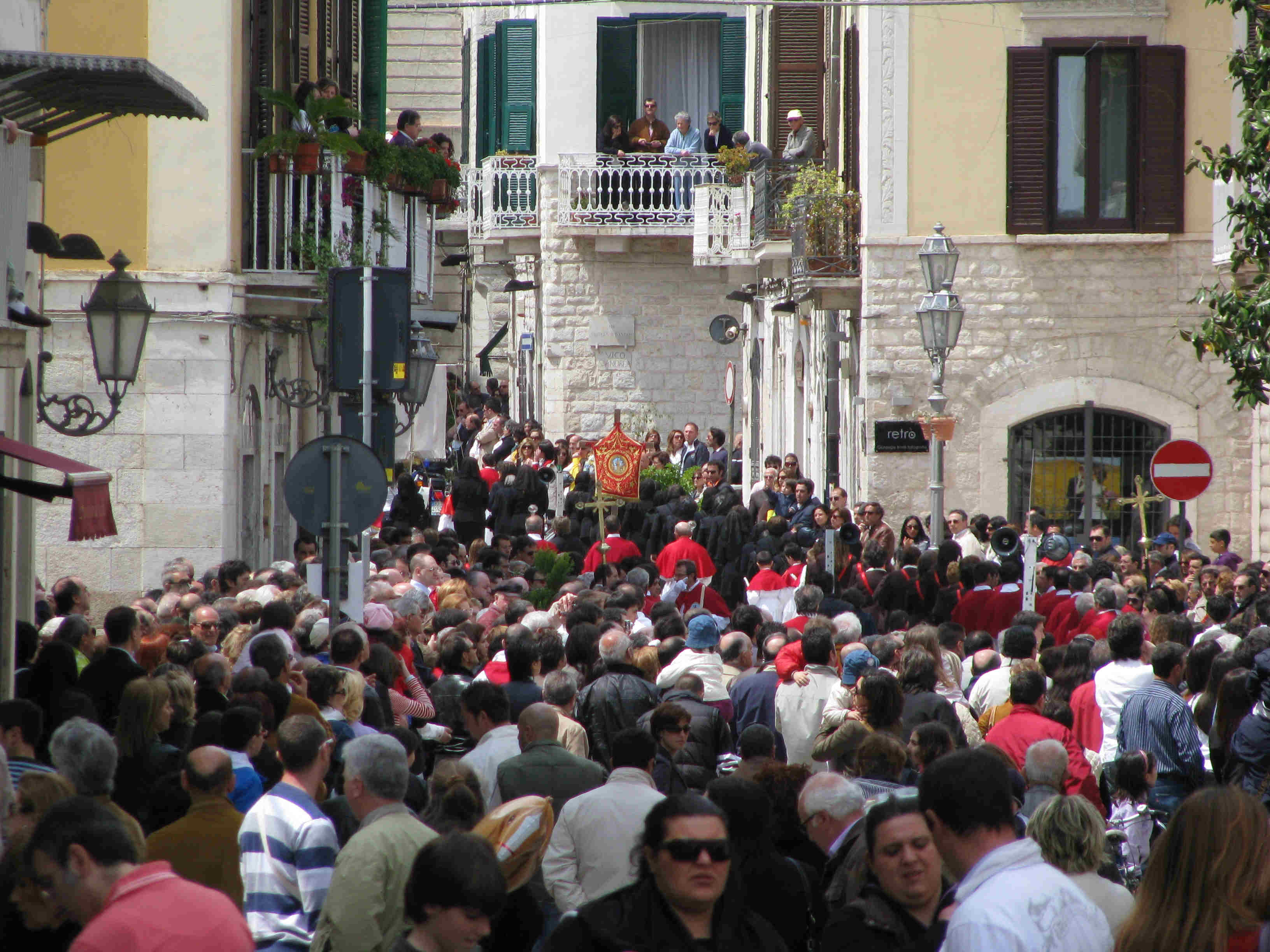
A nagypénteki körmenet

A helyi hagyományok a keresztény ünnepekhez kapcsolódnak. A nagypénteki körmenet egyik érdekessége az asszonyok menete. A fekete ruhába (általában selyem) öltözött asszonyok, gyertyát tartva kezükben, csak fehér zoknit viselve vonulnak végig a város utcáin.
Egy különleges esemény, amelyről a helyiek előszeretettel emlékeznek meg 1259. június 2-án történt. Ezen a napon érkezett a városba a mindössze tizenhét esztendős lány, Heléna, Epirusz királyának lánya, Manfréd szicíliai király kiszemelt felesége. Hozománya Korfu szigete volt valamint Durazzo városa. Esküvőjüket a várban ünnepelték meg. Annak ellenére, hogy esküvőjük előre eltervezett volt, boldog családi életet éltek, míg 1266. február 26-án a királyt a Benevento melletti csatában meggyilkolták, ezzel véget vetve a Stauf-ház dél-itáliai uralkodásának. A királyné Lucera várában értesült az eseményekről. Udvara elpártolt tőle, férjének illő temetést sem rendezhetett. Egy trani család sietett segítségére, akik remélték, hogy ezáltal elmenekülhetnek Heléna szülőhazájába, Epirusba. Tervük azonban nem sikerült, mivel a bizánci császár megdöntötte az epirusi király hatalmát, másrészt pedig támogatóik Anjou Károly, az új király mellé álltak. A szökevény királynéra Traniban találtak rá. Fogolyként halt meg öt évvel később, mindössze huszonkilenc évesen a lagopesolei várban. Gyermekeit Nápolyban, a Castel dell’Ovóban és a Castel del Montéban tartották foglyul.

## Konyhája
Trani konyhája a régió jellegzetes alapanyagait használja fel és kevéssel tér csak el a környező településekétől. Tipikusan helyi fogás a maccarun-o forne, azaz a kályhában sült makaróni különböző zöldségfélékkel. Fűszeresebb étel a cicorie e pasta, azaz cikória és tészta, valamint a mignulicchi e pasta, amikor a cikóriát káposztával helyettesítik. A cime di rapa e pasta brokkolival kevert tészta. Az egyik legnépszerűbb főétel a grigliata di pesce misto, azaz a grillezett hal, amely mellé padlizsános, cukkinis köretet szolgálnak fel. A pizzafélék közül különös népszerűségnek örvendek az úgynevezett calzone zárt pizzák, amiket általában hússal, hagymával, mozzarellával töltenek meg. Ünnepek alkalmával gyakoriak a tenger gyümölcseiből készült ételek (kagylók, rákfélék). A borok mellett nagy népszerűségnek örvend a diólikőr.

### Borászat
Traniban és környékén jelentős szerepe van a borászatnak. A rosso di Trani nevet viselő vörösbor 13-15%, míg az édeskés Moscato di Trani (muskotály) alkoholtartalma ennél is magasabb. Ez utóbbinak 1974 óta D.O.C. (denominazione di origine controllata) státusza van, ami azt jelenti, hogy e borféleség ezen a néven csak ezen a vidéken termelhető (Tranin kívül Biscegliében, Ruvóban, Coratóban, Andriában, Canosában, Minervinóban, Cerignolában, Trinitapoliban, Barlettában, Terlizziben és Bitontóban). Két típusa van, a dolce naturale (természetesen édes) valamint a magasabb alkoholtartalmú liquoroso. Ez a bor Apulia egyik legrégebbi fajtája. Már az 1000-es évek elején kereskedtek vele a velenceiek, akik a későbbiekben megszerezték a kizárólagos forgalmazási jogát. A 14. században Trani grófja, féltve a bor hírnevét és minőségének romlásától tartva, a velenceiek tiltakozása ellenére, betiltotta forgalmazását a Nápolyi Királyságon kívül. Leandro Alberi híres, az 1500-as évek elején írt Descrittione című művében is említést tett a kiváló minőségű borról.

## Sportélete
A város legjelentősebb sportlétesítménye a tízezer fő befogadására alkalmas városi stadion (Stadio Comunale). A városban működő sportegyesületek:
- Fortis Trani – az országos negyedik osztályban játszó labdarúgócsapat
- Juve Trani – kosárlabdacsapat

A Trani Cup teniszbajnokságot 2004 óta rendezik meg, és ez része az ATP Challenge Tournak.

## Gazdasága
Trani gazdaságának vezető ágazata évszázadokon át a kőkitermelés volt. Napjainkban a tercier szektor dominál, 53%-os részesedéssel, ezt követi az ipar 40%-val valamint a mezőgazdaság 7%-val. Az ipari ágazatok közül jelentős szerepe van az építőiparnak (a kőkitermelés továbbra is zajlik), valamint a textilipar (kötöttárugyártás, cipőgyártás). A városban számos kis üzem működik, amelyekben bútort, kovácsoltvas és márvány dísztárgyakat készítenek. A mezőgazdaság a terméketlen hátország miatt a szőlészet és az olivatermesztés révén van jelen.
A városban nagy hagyománya van a kézművességnek. A fából készült bútordaraboktól kezdve a turistáknak szánt emléktárgyakig, mindent faragnak. A trani mesterek nagy hírnévnévnek örvendenek Olaszország határain kívül is, például I. Zogu albán király palotájának bútrait a trani Gusmani család tagjai készítették. Elsősorban az oliva fáját használják fel szilárdsága és bütykös szövete miatt.

## Közlekedése

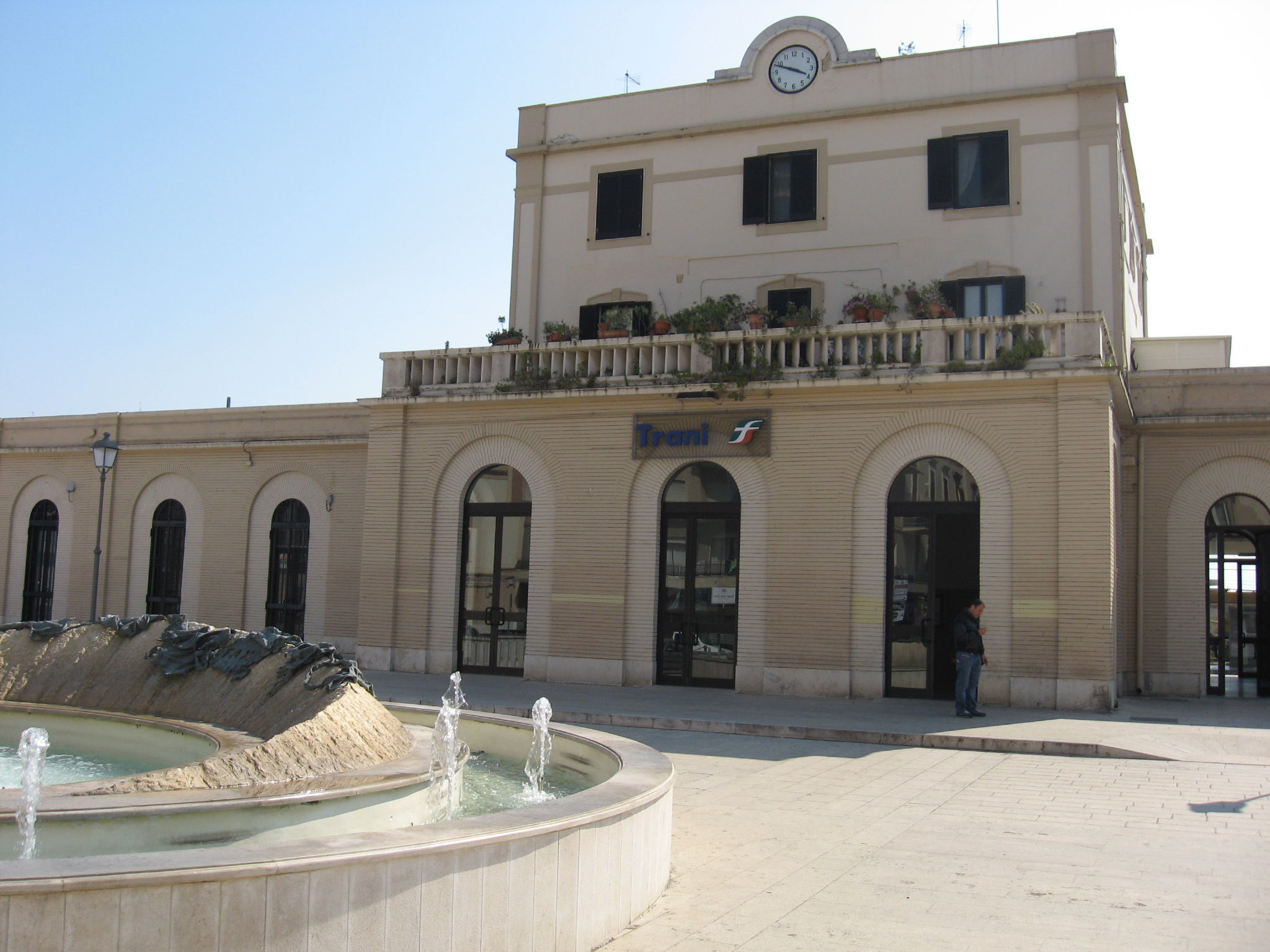
Trani vasútállomása

Tranit érinti az A14-es, Bolognát Tarantóval összekötő autópálya (Autostrada Adriatica). Nápoly felől az A16-os autópályán közelíthető meg, amely a 45 km-re fekvő Canosa di Puglia mellett ér véget. A tengerparti városokkal (Bari, Giovinazzo, Bisceglie, Barletta, Molfetta) az SS16-os főút köti össze valamint az SS16 bis, amely az előbbivel párhuzamosan halad, de elkerüli a városközpontokat. Az SP130-as megyei út Andriával, míg az SP238-as Coratóval köti össze. A szomszédos településekkel a STP Bari autóbusz-társaság révén van összeköttetése. A városban három autóbuszvonal üzemel, ezeket az Amet Spa. vállalat üzemelteti.
Trani a Pescarát Leccével összekötő vasúti fővonal, az úgynevezett „adriai vasút” mentén fekszik. Rendszeres járatok kötik össze Barival Foggiával és Barlettával. A pályaudvar a város délnyugati részén található.
A legközelebbi repülőtér a Bari-Palese, de elérhető közelségben van a foggiai Gino Linosa repülőtér is.

### A kikötő
Trani kikötője egy természetes, jól védett öbölben alakult ki, amely egykoron egy folyó torkolata volt. A kikötő vízfelülete 137 000 km², átlagos mélysége 4-5 méter. Partja 1850 méter hosszú, ebből 900 méter rakodó part. A kikötőhöz tartozó logisztikai terület 248 800 km²-en terül el. A kikötőt két hullámtörő védi a Molo San Nicola valamint a Molo Sant’Antuono. A kikötő nyugati részét a halászhajóknak tartják fenn, míg keleti részét a személyszállítónak, valamint a magánjárműveknek. Ez utóbbi akár 600 kisebb vízijárművet is képes befogadni.

## Híres szülöttei
| - Anagni Szent Magnus (3. század) a város püspöke - Pellegrino Szent Miklós (1075–1094) a város védőszentje - Angelo da Trani (1250 körül) író, teológus, főinkvizitor - Goffredo da Trani (1250 körül) író, bíboros - Barisano da Trani (12. század) szobrász - Giovanni Bovio (1837–1903) filozófus, politikus - Valdemaro Vecchi (1840–1906) könyvkiadó, nyomdász - Pietro di Trani (11. század) gróf, politikus | - Luigi Chiarelli (1880–1947) színműíró, kritikus - Emilio Covelli (1846–1915) anarchista politikus - Vincenzo Calace (1895–1965) politikus - Domenico Sarro (1679–1744) zeneszerző - Leone di Lernia (1938–2017) énekes, dalszerző - Riccardo Scamarcio (1979–) színész - Giusi Raspani Dandolo (1916–2000) színész - Rosalino Cellamare (1953–) zeneszerző, énekes |

## Trani a mozivásznon
A városban számos filmet forgattak:
| - La macchina ammazzacattivi (1952) - Flavia, la monaca musulmana (1974) - Classe mista (1976) - La legge violenta della squadra anticrimine (1976) - La liceale seduce i professori (1979) | - Nosztalgia (Nostalghia, 1983) - Szombat, vasárnap és hétfő (Sabato, domenica e lunedì, 1990) - Matrimoni (1998) - Bastardi (2008) |

## Testvérvárosai
- Dubrovnik[54]
- Fátima[55]
- Ischia[56]